# 이노우에 료타 (1990년)
이노우에 료타(일본어: 井上 亮太, 1990년 4월 26일~)는 일본의 축구 선수이다.

## 구단 경력
그는 2013년 J2리그의 가이나레 돗토리에 입단했다. 2013년후 J3리그에 강등했다. 2019년까지 33경기에 출전. 2020년 일본 풋볼 리그의 마쓰에 시티 FC(FC 카구라 시마네)로 이적했다. 2022년후 현역 은퇴.